# Джеймс, Дэвид (актёр)
Дэвид Джеймс (англ. David James; род. 28 октября 1972, Парл, ЮАР) — южноафриканский актёр театра и кино, наиболее известен своей ролью злого Кубуса Вентера в номинированном на «Оскар» научно-фантастическом фильме «Район № 9». Он также известен южноафриканской публике за его появление Бешеного Пса в долгой мыльной опере «Isidingo» (2004—2006).

## Биография
Джеймс вырос Парле, Южной Африке, на винодельческой ферме. Его семья была консерваторами и сепаратистами, его отец был голландским реформатором, несмотря на то, что Джеймс был либералом.
На сцене в театре он появлялся в таких постановках как «Портрет Дориана Грея» (2002), «Сон в летнюю ночь» (2005) и «Моя прекрасная леди» (2006) и в других местных, написанных и хорошо оценённых «Клыках» (2007), комедийном рассказе о вампире Йоханнесбурга, который теряет свои клыки. Он также появился в «Все вокруг» (Это нахер круто!) (2007), комедии о женатой паре, следующей лицом сексуальности и атеизме мужа.
Возможно, его самой известной ролью была роль Кубуса Вентера, безжалостного полковника, который командовал вооружёнными силами Multi-National-United (MNU) в фильме 2009 года «Район № 9».